# Чарнецькі
Чарнецькі (пол. Czarniecki) — шляхетські роди Королівства Польського.

## герба Лодзя
Родове гніздо — село Чарнця (пол. Czarnca)

### Представники
- Кшиштоф[pl] — староста хенцінський, дружини: Кристина Жешовська, Ядвіґа з Жероніц Бжостовска; мав доньку Кристину, 10 синів, зокрема:
  - Чарнецький Павел
  - Томаш Александер — ксьондз
  - Стефан — коронний гетьман
  - Доброгост (†1645) — білоцерківський полковник Й. К. М. 1642
  - Францішек (1610—1676) — єзуїт
  - Марцін (†1652) — полковник Й. К. М., мечник чернігівський
    - Стефан Станіслав (†1703) — польний писар коронний, канівський староста, дружина — Анна Гулевич, донька Вацлава

  - Ян — краківський міський суддя, їздив до Франції по тіло короля Яна ІІ Казімєжа

## власного герба
- Анджей (1576—1649) — бургграф Кракова, походив з німецької родини графів де Лайлінґен

## герба Нагоди, або Прус ІІІ
- Стефан — ротмістр булави ВКЛ, дружина — Гелена з Хмелевських
  - Ян Антоній (1700—1774) — брацлавський каштелян, граф на Любешові; дружини: Зузанна Одровонж-Семашко
    - Антоній — останній крайчий коронний
    - Францішек — останній хорунжий литовський
    - Флоріан, дружина — Анна зі Скаржинських
      - Кароль (1804—1888) — поет, внук каштеляна Яна Антонія

- Домінік — офіцер армії Наполеона І, дружина — Марія з графів Прушинських
  - Ян (1835—1887) — учасник січневого повстання, виховувався в стрия Евстахія в Токах коло Збаража